# Gunenotophorus globularis
Gunenotophorus globularis är en kräftdjursart som beskrevs av O.G. Costa 1838. Gunenotophorus globularis ingår i släktet Gunenotophorus och familjen Notodelphyidae. Arten är reproducerande i Sverige. Inga underarter finns listade i Catalogue of Life.